# Brose Arena
Die Brose Arena (Eigenschreibweise: brose ARENA) ist eine Mehrzweckhalle im oberfränkischen Bamberg. Sie ist nach der Münchener Olympiahalle und der Arena Nürnberger Versicherung die drittgrößte Mehrzweckarena in Bayern.

## Geschichte
Die Namensrechte der im Jahre 2001 errichteten Halle (früher Forum Bamberg) wurden im März 2006 an JAKO (Hersteller für Teamsportbekleidung) verkauft. Im Zuge der Vermarktung der Namensrechte wurde noch im selben Jahr damit begonnen, die Halle von 4750 (6850 bei Konzerten) auf 6820 (über 8000 bei Konzerten) Plätze auszubauen. Bei der sechs Millionen Euro teuren Umbaumaßnahme wurde das Foyer der Halle um 20 Meter nach vorne gezogen, um Raum für eine neue Nordtribüne zu schaffen. Beim Umbau entstanden neun V.I.P.-Logen auf der Westseite sowie ein angrenzender Business-Bereich. Dieser fasst mit einer Fläche von 600 m² bis zu 700 Besucher. Unter dem Komplex befindet sich ein Einkaufszentrum mit einem großen Supermarkt und mehreren Geschäften sowie Restaurants.
Im Jahr 2010 ging der Betreiber der Jako Arena in die Insolvenz. Die Halle wurde danach für 4,5 Millionen Euro von der Stadt Bamberg gekauft. Diese Entscheidung wird bis heute kontrovers diskutiert, da die Halle nur geringe bis keine Gewinne einspielt.
Vom 1. Oktober 2010 bis zum 30. September 2013 war die Halle nach dem Stahlrohrmöbelhersteller Stechert benannt. Seit 1. Oktober 2013 heißt die Halle Brose Arena, benannt nach dem Automobilzulieferer Brose. Im Rahmen der Namensänderung kommt es auch zu größeren Instandhaltungs- und Umbauarbeiten im Umfang von rund 2,5 Millionen Euro durch die Stadt Bamberg, welche von der Firma Brose als Bedingung für das Sponsoring gefordert wurden.
Zum einen wurde durch die Erweiterung der vorhandenen Lautsprecheranlage und das Einsetzen von schallabsorbierenden Wandverkleidungen die Akustik im Innenraum der Halle verbessert. Zum anderen wurde die Videotechnik durch die Anschaffung eines Videowürfels mit modernster LED-Technik, und die Erneuerung der Netzwerke im gesamten Haus auf den neuesten Stand gebracht. Auch die neue Tribünenbestuhlung und die Modernisierung des Business-Bereichs tragen wesentlich zum Erscheinungsbild der Arena bei. Gleichzeitig wurden auch die Stehplätze der Nord- und Südtribüne sukzessive abgebaut und durch neue Sitztribünen ersetzt. Dieser Umstand führte zu einer Reduzierung der maximalen Kapazität der Halle auf 5745 Zuschauer.
Im Oktober 2018 verlängerte Brose die Namensrechte für die Arena bis 2023. Voraussetzung dafür war die Zusage umfassender Modernisierungs- und Umbaumaßnahmen im Umfang von 5,6 Millionen Euro vonseiten der Stadt.

## Veranstaltungen
Die Brose Arena ist die Heimspielstätte des Basketball-Bundesligisten und Basketball-Champions-League-Teilnehmers Brose Bamberg, sowie in der Saison 2009/10 des Volleyball-Bundesligisten Eschenbacher Volleys Bamberg. Des Weiteren wurde das Play-off-Finalspiel der Tischtennis-Bundesliga der Saison 2011/12 erstmals als echtes Endspiel auf neutralem Boden in Bamberg ausgetragen. Darüber hinaus ist sie Veranstaltungsort für zahlreiche Konzerte und Messen sowie Entertainment- und Firmenveranstaltungen. Die Arena war 2008 auch Austragungsort von zwei Boxkämpfen um die IBF-Weltmeisterschaft und 2012 die Achtelfinal-Begegnung im Davis Cup zwischen Deutschland und Argentinien. Außerdem nutzt die Otto-Friedrich-Universität die Arena aufgrund ihres großen Fassungsvermögens regelmäßig zum Semesterende für Prüfungen. Im Jahr 2013 waren unter anderem Seeed, die Sportfreunde Stiller, Bülent Ceylan, Cindy aus Marzahn und Michael Mittermeier zu Gast in Bamberg. Bei mehr als 150 Veranstaltungen im Jahr zählt die Halle rund 400.000 Besucher. In den Jahren 2022 und 2023 veranstaltete der Schachverein SC 1868 Bamberg das internationale Bamberg-Open in der Brose Arena.